# Shadow Work
Shadow Work ist das zweite Soloalbum des amerikanischen Metal-Sängers Warrel Dane. Es erschien am 26. Oktober 2018 bei Century Media.

## Entstehung
Das ursprünglich als 80-minütiges Monumentalwerk geplante Album wurde im Herbst 2017 mit Produzent Wagner Meirinho im Orra Meu Studio in São Paulo aufgenommen, wofür Warrel Dane nach Brasilien gereist war. Die Gitarren spielten Johnny Moraes und Thiago Oliveira, den Bass Fabio Carito und das Schlagzeug Marcus Dotta. Das Artwork stammt erneut von Travis Smith, mit dem Dane während der Aufnahmen per Mail bezüglich des Covermotivs in Kontakt war – es war schon weitestgehend nach dessen Vorstellungen fertiggestellt –, als er am 13. Dezember 2017 von Danes Tod erfuhr, wie Smith in einem ausführlichen Nachruf im Booklet beschreibt. Nach Danes Tod wurde ein 42-minütiges Album mit Material aus verschiedenen Studio- und Pre-Production-Aufnahmen zusammengestellt.

## Rezeption
Marc Halupczok gab dem Album im Metal Hammer eine Bewertung von fünf von sieben Punkten. „Allen Unkenrufen zum Trotz, die Gesangsspuren waren von Dane längst noch nicht fertig bearbeitet, liefert der blonde Sänger eine grandiose Leistung ab, die einem abwechselnd die Tränen in die Augen treibt oder Gänsehaut auf die Haut zaubert.“ Einzig The Hanging Garden fiele etwas ab.
Das Album erreichte in der Woche des 2. November 2018 Platz 44 der deutschen Albumcharts und war eine Woche notiert; in der Schweiz erreichte das Album Platz 70 (ebenfalls eine Chartwoche), in Belgien (Flandern) Platz 130.

## Titelliste
1. Ethereal Blessing – 1:12
2. Madame Satan – 4:37
3. Disconnection System – 6:01
4. As Fast as the Others – 4:42
5. Shadow Work – 4:13
6. The Hanging Garden (The Cure) – 5:52
7. Rain – 5:41
8. Mother Is the Word for God – 9:32